# زنده یا مرده (مجموعه تلویزیونی)
زنده یا مرده (انگلیسی: Liver or Die; کره‌ای: 왜그래 풍상씨!) یک مجموعه تلویزیونی محصول کره جنوبی در سال ۲۰۱۹ با بازی یو جون سانگ، اوه جی هو، جون هه بین، لی شی یونگ و چا سو وون است. این مجموعه از ۹ ژانویه تا ۱۴ مارس ۲۰۱۹، روزهای چهارشنبه و پنجشنبه ساعت ۲۲:۰۰ (کی‌اس‌تی) از کی‌بی‌اس۲ پخش شد.

## بازیگران

### اصلی
- یو جون سانگ در نقش لی پونگ سان (۴۷ ساله)[۴][۵]

بزرگ‌ترین برادر و مانند پدر خانواده
- اوه جی هو در نقش لی جین سانگ (۴۲ ساله)[۴][۶]
  - چوی سونگ هون در نقش جوانی جین سانگ

دومین فرزند در میان خواهران و برادران
- جون هه بین در نقش لی جونگ سانگ (۳۵ ساله)[۴][۷]

خواهر دوقلوی بزرگتر و پزشک بیمارستان دانشگاهی
- لی شی یونگ در نقش لی هوا سانگ (۳۵ ساله)[۴][۸]

خواهر دوقلوی کوچکتر و به عنوان گوسفند سیاه خانواده دیده می‌شود
- چا سو وون در نقش لی وی سانگ (۲۹ ساله)[۴][۹]

کوچک‌ترین در میان خواهران و برادران